# Twisted Pictures
Twisted Pictures é um estúdio de cinema americano, sendo uma divisão da Evolution Entertainment especializada na produção de filmes de terror e suspense. A empresa foi fundada por Mark Burg, Oren Koules e Gregg Hoffman em 2004 e é conhecida por produzir a bem-sucedida franquia de filmes Saw.
Em 2004, após o sucesso de pré-lançamento do filme Saw da Evolution Entertainment, seus executivos, Mark Burg, Oren Koules e Gregg Hoffman, fundaram a Twisted Pictures como uma divisão da Evolution só para a produção de filmes do gênero terror.
E quando Saw foi lançado em outubro de 2004, se tornou um sucesso nas bilheterias, levando a Lionsgate Films, a distribuidora do filme, a assinar um contrato em novembro daquele ano para produzir mais nove sequências com a Twisted Pictures.

## Filmografia
| Ano  | Filme                        | Diretor                 | Distribuidora(s)                                 |
| ---- | ---------------------------- | ----------------------- | ------------------------------------------------ |
| 2004 | Saw                          | James Wan               | Lionsgate Films                                  |
| 2005 | Saw II                       | Darren Lynn Bousman     | Lionsgate Films                                  |
| 2006 | Saw III                      | Darren Lynn Bousman     | Lionsgate Films                                  |
| 2007 | Dead Silence                 | James Wan               | Universal Pictures Lionsgate Films               |
| 2007 | Saw IV                       | Darren Lynn Bousman     | Lionsgate Films                                  |
| 2008 | Catacombs                    | Tomm Coker David Elliot | Lionsgate Films Universal Pictures Chiller Films |
| 2008 | Saw V                        | David Hackl             | Lionsgate Films                                  |
| 2008 | Repo! The Genetic Opera      | Darren Lynn Bousman     | Lionsgate Films                                  |
| 2009 | Saw VI                       | Kevin Greutert          | Lionsgate Films                                  |
| 2010 | The Tortured                 | Robert Lieberman        | VVS Films                                        |
| 2010 | Saw 3D                       | Kevin Greutert          | Lionsgate Films                                  |
| 2011 | Vlog                         | Joshua Butler           | Anchor Bay Entertainment                         |
| 2014 | Catch Hell                   | Ryan Phillippe          | eOne Films                                       |
| 2017 | Havenhurst                   | Andrew C. Erin          | Brainstorm Media                                 |
| 2017 | Jigsaw                       | The Spierig Brothers    | Lionsgate Films                                  |
| 2021 | Spiral: From the Book of Saw | Darren Lynn Bousman     | Lionsgate Films                                  |